# Syrotyne (rejon siewierodoniecki)
Syrotyne (ukr. Сиротине) – osiedle typu miejskiego na Ukrainie, w obwodzie ługańskim, w rejonie siewierodonieckim. W 2001 liczyło 1242 mieszkańców.